# Tătărăni (gmina Dănești)
Tătărăni – wieś w Rumunii, w okręgu Vaslui, w gminie Dănești. W 2011 roku liczyła 247 mieszkańców.